# 黄槐决明
黄槐决明（学名：Senna surattensis），又称为黄槐，豆科决明属植物。

## 形态
常绿小乔木或灌木。高4～5米，幅宽2米。羽状复叶。小叶7～9对。花瓣宽，花径约2厘米，鲜黄色，花期9～12月。

## 分布
原产南亚、东南亚及大洋洲，中国华南地区有引种栽培，康橋也有。

## 外部連結
- 中国数字植物标本馆的相关内容：黄槐决明[永久]
- 中研院數位典藏資源網：黃槐的介紹 （页面存档备份，存于）
- 黃槐, Huanghuai （页面存档备份，存于） 藥用植物圖像數據庫 (香港浸會大學中醫藥學院) （繁體中文）（英文）